# Aphrodite Les Folies – Live in London
Aphrodite Les Folies – Live in London è il sesto album live della cantante australiana Kylie Minogue, rilasciato il 28 novembre 2011.

## Informazioni
Gli spettacoli londinesi tenutisi l'11 e il 12 aprile all'O2 Arena dell'Aphrodite: Les Folies Tour sono stati registrati in 2D e 3D e diretti da William Baker e Marcus Viner. Il concerto è dapprima stato trasmesso su Sky 3D e nei cinema in Regno Unito e Irlanda il 19 giugno 2011; nei mesi successivi è stato mandato in onda nel resto del mondo e a dicembre 2011 negli Stati Uniti d'America.
La versione video è stata commercializzata in DVD/Blu-ray (sia in 2D che in 3D), mentre la versione audio è disponibile in doppio CD ed anche in versione digitale e streaming. La versione video contiene anche il documentario dietro le quinte dal titolo Just Add Water.

## Tracce
1. The Birth of Aphrodite (Intro) – 2:38
2. Aphrodite – 4:39
3. The One – 3:56
4. Wow – 4:01
5. Illusion – 6:49
6. I Believe in You – 3:15
7. Cupid Boy – 5:35
8. Spinning Around – 3:40
9. Get Outta My Way – 3:38
10. What Do I Have to Do – 5:14
11. Everything Is Beautiful – 4:54
12. Slow – 6:01
13. Confide in Me (Intro) – 2:38
14. Confide in Me (singolo) – 3:35
15. Can't Get You Out of My Head – 4:41
16. In My Arms – 3:43
17. Looking for an Angel – 5:09
18. Closer – 3:24
19. There Must Be an Angel (Playing with My Heart) – 4:37
20. Love at First Sight"/"Can't Beat the Feeling – 4:14
21. If You Don't Love Me – 3:17
22. Better the Devil You Know – 7:18
23. Better than Today – 3:20
24. Put Your Hands Up (If You Feel Love) – 4:03
25. Million Dollar Mermaid (Intro) – 1:52
26. On a Night like This – 4:14
27. All the Lovers – 5:30
28. Just Add Water - (32:17) (documentario)

Durata totale: 115:55